# Compiere
Compiere（コンピエール）は流通業やサービス業における中小企業向けのオープンソースの ERP・CRM ビジネスソリューションである。
アプリケーションとソースコードは、オープンソースの GNU General Public License version 2 に基づいて提供される。Compiere社から商用ライセンス、ドキュメント、サポート契約を有料で利用することも出来る。

## 機能
Compiere はすべての重要な ERP の機能を含むが、情報の重複と同期の必要性を避けるため、ERP とは異なった方法で組織されている。Compiere のモジュールは、歩合表、支払請求書、CRM（顧客関係管理）、PRM（協業先関係管理）、SCM（サプライチェーン・マネジメント）、パフォーマンス分析、ウェブ店舗からできている。製造モジュールは独立したプロジェクトの CMPCS の範囲内で開発されている（#外部リンクを参照）。

## 構築
Compiere はビジネスの進化に追随するように設計されている。いつでも、顧客は、生産においてさえも、情報構造を変え、新しい情報ニーズに適応することができる。Compiere は実際の業務の詳細に基づくビジネス情報の複数の見方を提供する。この構造によって、アプリケーションが最大限に柔軟性を持ち、追加される外部の情報との統合を簡単にする。そして、情報が簡潔にビューとして表現されることから、Compiere の MVC 構造のおかげで、ビジネスのニーズに応じるために速やかにビューを変化することができる。
Compiere は Active Data Dictionary (ADD) の考え方に完全に基づいているので、すべてのモジュールに渡って簡単な適合と一貫したルックアンドフィールを保証する。Compiere のデータ辞書はデータの実体（型、正当性、その他）の定義、表示の方法（スクリーンとレポート上のラベル、ヘルプ、表示順序、他のフィールドとの相対的な位置）、表示のルールを含んでいる。さらにセキュリティとアクセス規則をも含む。
Compiere は Java EE で開発されている。

## データベースの独立性
Compiere は、長い間、Oracle Databaseへの依存のために純粋なオープンソース製品ではないと批判されてきたが、バージョン2.5.2からはデータベース依存をなくしている。プロジェクトではデータベースキットを提供し、Compiere を複数のデータベースに対応するようにした。PostgreSQL、MySQL、Sybaseとの連携がベータバージョンにある。

## Adempiereのスピンオフ
CompiereユーザーコミュニティのメンバーとCompiere社との間に意見の不一致があったため、オープンソースプロジェクトがスピンオフする結果となった。論争の要点は、Compiere社がコミュニティの貢献と関与を無視してきた、というコミュニティメンバーの考えである。より直接的には、Compiereの継続した方針が、ユーザーコミュニティではなく、Compiere社に出資したベンチャーキャピタルよって主に行われたことである。新しいフォーク、Adempiereは2006年9月にen:SourceForgeで発足した。